# عزب الخليج
قرية عزب الخليج هي إحدى القرى التابعة لمركز مطوبس في محافظة كفر الشيخ في جمهورية مصر العربية. حسب إحصاءات سنة 2006، بلغ إجمالي السكان في عزب الخليج 12647 نسمة، منهم 6330 رجل و6317 امرأة.